# كاربوبروتوس
الكاربوبروتوس (الاسم العلمي: Carpobrotus)، والمعروف باسم وجه الخنزير أو نبتة الجليد أو التين الحامض أو تين الهوتنتوت، هو جنس من النباتات الزاحفة ذات الأوراق النضرة التي تشبه النبات العصاري وذات زهور كبيرة. يشير الاسم العلمي إلى ثمار الطعام. إنهُ مشتق من اليونانية القديمة karpos «الفاكهة» وbrotos «صالح للأكل».

## معرض صور

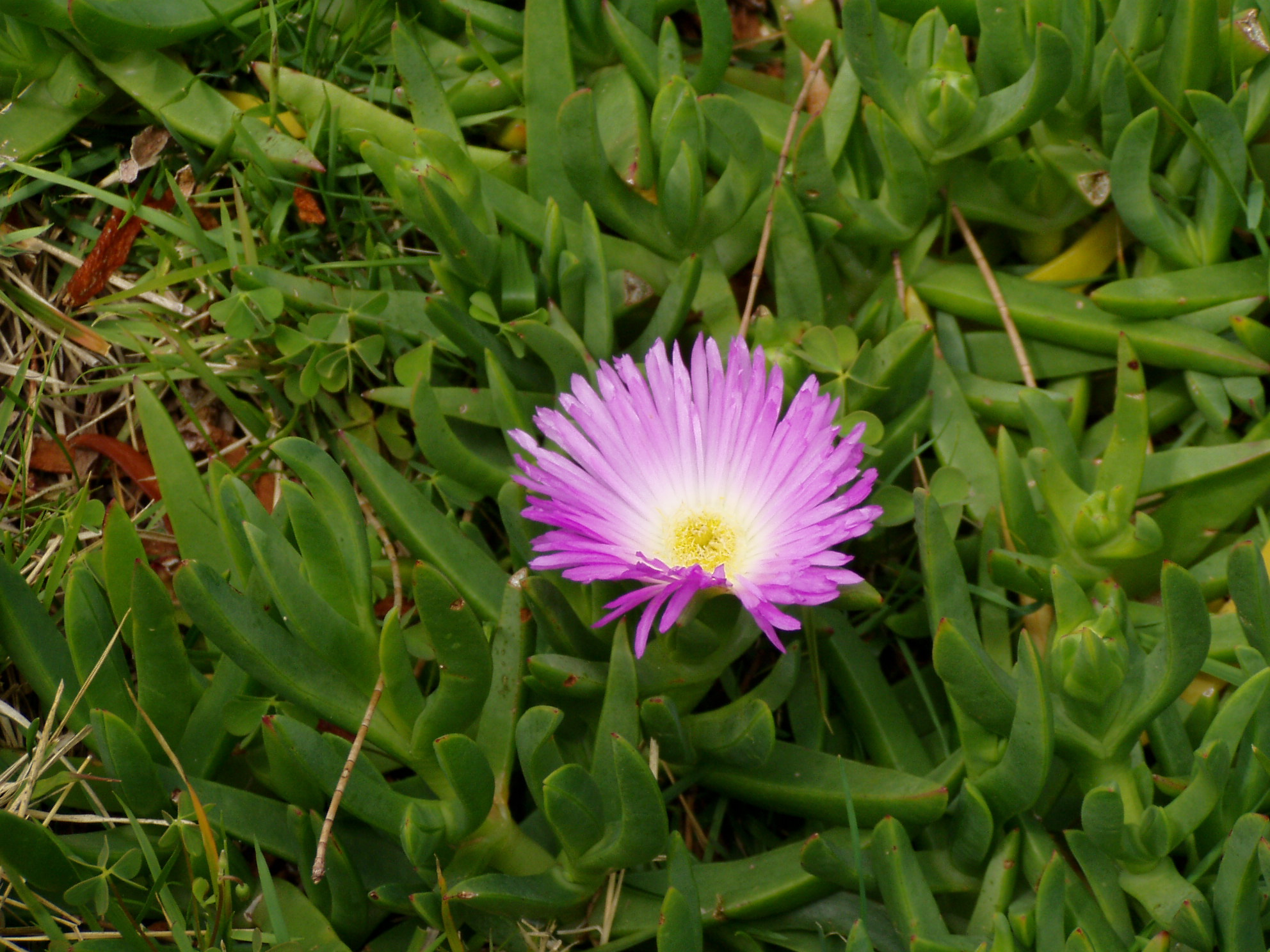
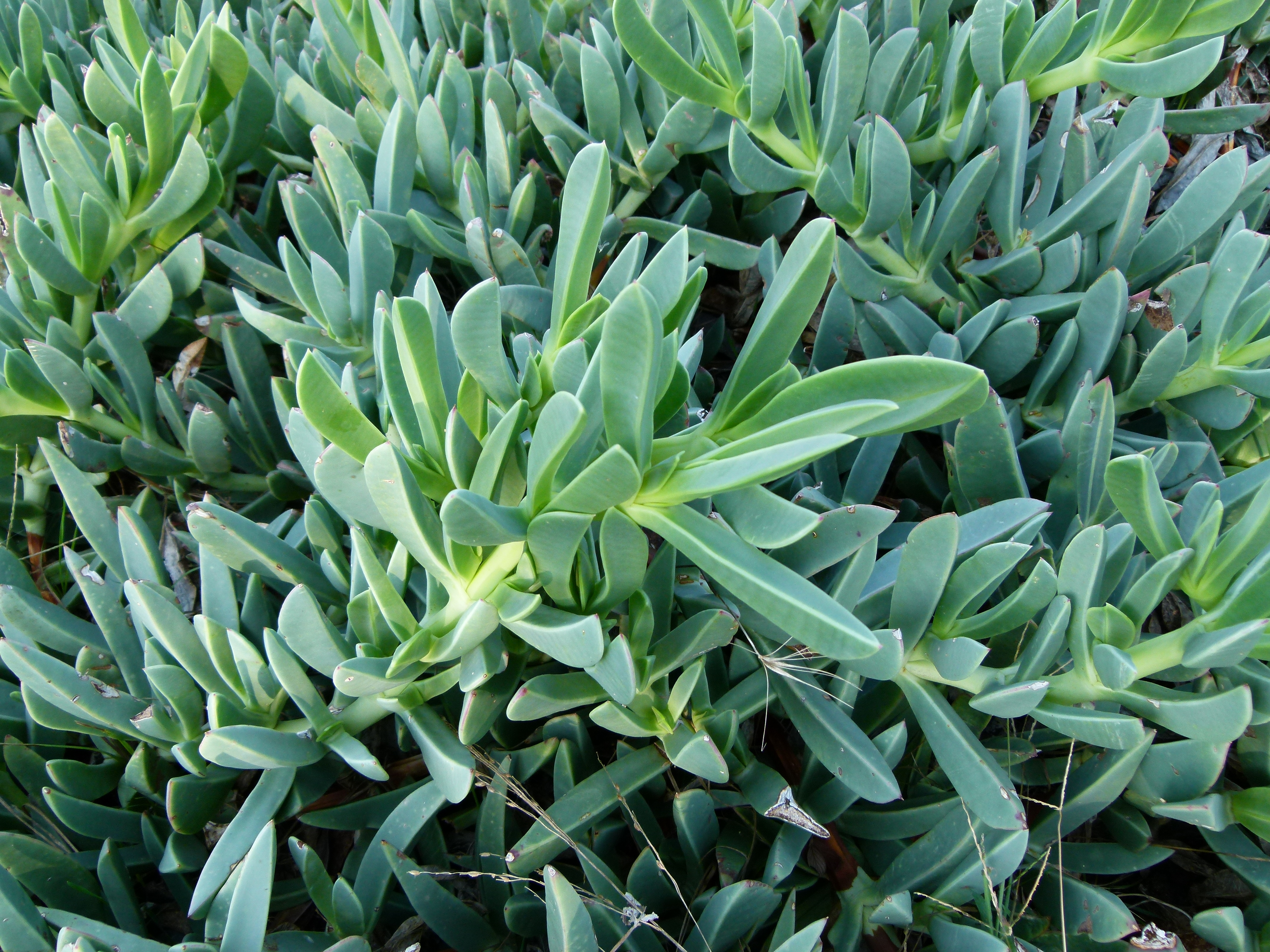
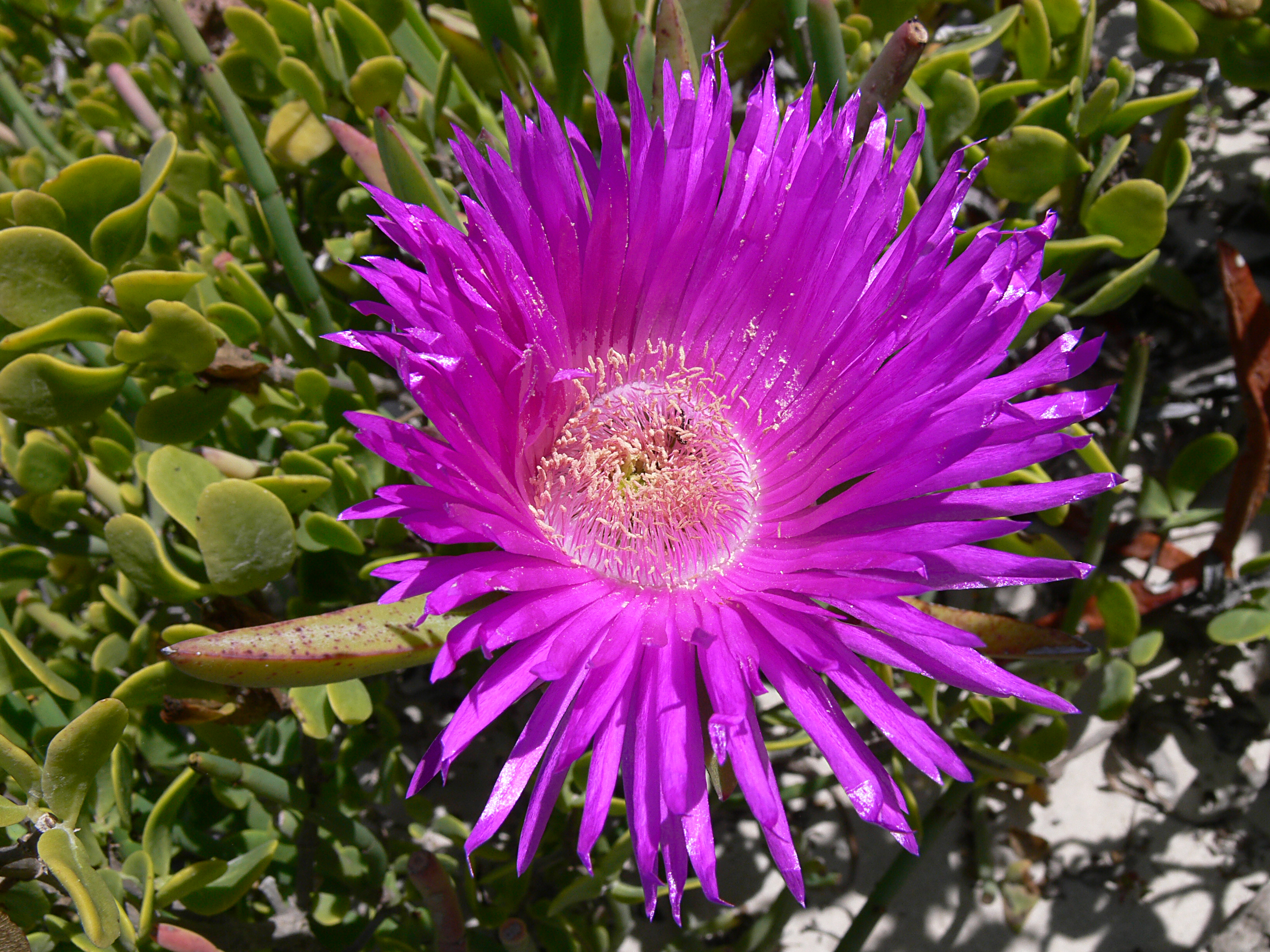